# Lucie Hrstková
Lucie Hrstková (* 16. července 1981 Valašské Meziříčí), rozvedená Hrstková-Pešánová, je bývalá česká reprezentantka v alpském lyžování. Po ukončení kariéry v létě 2010 vede vlastní lyžařskou akademii. Jejím manželem byl v letech 2010–2023 hokejový trenér Filip Pešán.

## Umístění
Zimní olympijské hry
- ZOH 1998 – slalom a obří slalom nedokončila, super G 35. místo, sjezd 31. místo, kombinace 15. místo
- ZOH 2002 – slalom, obří slalom a kombinaci nedokončila, super G 25. místo
- ZOH 2006 – slalom a obří slalom nedokončila, super G 36. místo, kombinace 22. místo

Mistrovství světa
- MS 1999 – slalom nedokončila, obří slalom 24. místo, super G 29. místo
- MS 2001 – obří slalom 28. místo, super G 38. místo
- MS 2003 – slalom a obří slalom nedokončila
- MS 2005 – obří slalom 25. místo, super G 27. místo, kombinace 17. místo
- MS 2007 – slalom a obří slalom nedokončila, super G 29. místo, kombinace 25. místo
- MS 2009 – obří slalom nedokončila, super G diskvalifikace, kombinace 20. místo

Mistrovství světa juniorů
- MSJ 1997 – slalom nedokončila, obří slalom 26. místo, super G 38. místo
- MSJ 1998 – slalom nedokončila, obří slalom 3. místo, super G 6. místo, sjezd 10. místo
- MSJ 1999 – slalom nedokončila, obří slalom 5. místo, super G 6. místo, sjezd 13. místo
- MSJ 2000 – slalom nedokončila, obří slalom 22. místo, super G 15. místo, sjezd 22. místo
- MSJ 2001 – slalom 25. místo, obří slalom 2. místo, super G 16. místo, sjezd 27. místo

Univerziáda
- ZU 2005 – slalom 3. místo, obří slalom 3. místo, super G 1. místo, sjezd 2. místo
- ZU 2007 – slalom nedokončila, obří slalom 5. místo, super G nenastoupila na start
- ZU 2009 – slalom 5. místo, obří slalom 8. místo, super G 3. místo, sjezd 7. místo

Mistrovství republiky
- MČR 1997 – obří slalom 1. místo
- MČR 1998 – obří slalom 1. místo
- MČR 2000 – obří slalom 1. místo
- MČR 2001 – obří slalom 1. místo, super G 1. místo
- MČR 2002 – super G 1. místo
- MČR 2007 – slalom 1. místo, obří slalom 1. místo